# 全黑壮绵鳚
全黑壮绵鳚，為輻鰭魚綱鱸形目绵鳚亞目绵鳚科的其中一種，分布於西南太平洋區的智利海域，屬底棲性魚類，棲息深度610-1480公尺，體長可達33.6公分。

## 扩展阅读
維基物種上的相關：全黑壮绵鳚